# 佐田之山晉松
佐田之山晉松（日语：／ Sadanoyama Shinmatsu，1938年2月18日—2017年4月27日），原名市川晋松（舊姓：佐佐田），日本長崎縣南松浦郡有川町（現新上五島町）出身的前大相撲力士。第50代横綱。他身高1.82米，重129公斤。他所屬的相撲部屋是出羽海部屋，引退後留在部屋出任親方並在日本相撲協會出任理事長。

## 生涯
佐田之山1938年生於長崎縣南松浦郡有川町一個船工家庭，他於1956年1月首次亮相，並於1960年3月晉升為十兩後得到關取身份。他於1961年1月首次進入幕內級別.於第三個季賽中贏得了他的第一個優勝，1962年3月獲得第二個優勝後晉升大關，1965年1月獲得第三個優勝後晉升橫綱。
他在1967年占士邦的電影“鐵金剛勇破火箭嶺”中扮演了一個客串的角色。雖然更多的注意力集中在大鵬幸喜與柏戶剛，但實際上佐田之山最終比柏戶剛贏得了更多優膀。
佐田之山在1968年3月突然宣布退休，儘管在前一次兩場比賽中獲勝，兩天后出現了一個新的前頭力士，夏威夷原住民出生的高見山大五郎。有人認為，輸給外國人的衝擊可能導致過早退休。

## 引退後
佐田之山退休後，仍留在相撲界作為年寄。他與前部屋親方出羽乃花國市的女兒結婚並成為部屋的教練。作為最強的部屋之一，他培養出一系列高級力士，如三重乃海剛司，出羽之花義貴、鷲羽山和佳。1992年2月，他成為日本相撲協會的理事長。他在同時代的大鵬和柏戶中選中，部分原因是因為他的健康狀況比其中任何一個都好，他於1996年將他的年寄名稱更改為境川，將出羽海的名稱和他的部屋的日常運作交給弟乃鷲羽山。在明確表示缺乏足夠的支持後，他沒有參加1998年的連任競選，並被來自競爭對手時津風一門的前大關豐山勝男所取代。他隨後成為評審部門的負責人，這對於相撲的前任負責人來說是不尋常的舉動。2003年，他在達到65歲的法定退休年齡後退休。

## 死亡
他在2017年4月27日因肺炎死於東京醫院，享年79歲。